# Crónicas de Spiderwick

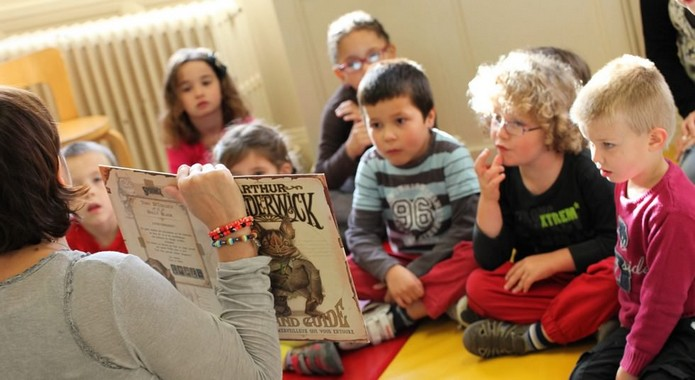
libro crónicas de Spiderwick

Las crónicas de Spiderwick son una serie de libros para niños realizada por Tony DiTerlizzi y Holly Black. La historia transcurre en Estados Unidos, donde dos gemelos de nueve años Simon y Jared Grace, su hermana mayor Mallory y su madre Helen Grace, se mudan a una estancia llamada Spiderwick. Al poco tiempo descubren una guía sobre seres sobrenaturales y rápidamente se dan cuenta de que su casa y sus alrededores están plagados de ellos. Algunos de los seres son amigables, pero muchos otros son maliciosos.

## Libros
(Publicados en español)
- Spiderwick las Crónicas: El libro Fantástico
- Spiderwick las Crónicas: El anteojo asombroso
- Spiderwick las Crónicas: El mapa perdido
- Spiderwick las Crónicas: El árbol metálico
- Spiderwick las Crónicas: El ogro malvado
- Spiderwick las Crónicas: El canto de la ondina
- Spiderwick las Crónicas: Un problema gigante
- Spiderwick las Crónicas: El rey de los dragones

## Adaptación
Nickelodeon Movies y Paramount presentaron en 2008 la película basada en esta serie de libros.

## Curiosidades
- En el libro, a Jared Grace lo presentan como un niño nervioso pero atrevido de 9 años. En la película, por otro lado, lo presentan como un chico rebelde entre los 10 y 13 años.

- Datos: Q914239